# Limnephilus frijole
Limnephilus frijole är en nattsländeart som beskrevs av Ross 1944. Limnephilus frijole ingår i släktet Limnephilus och familjen husmasknattsländor. Inga underarter finns listade i Catalogue of Life.